# Ignác Batthyány
Ignác Batthyány (též německy jako Ignaz von Batthyány, 30. června 1741, Güssing (Német-Ujvár) – 17. listopadu 1798, Alba Iulia) byl uherský šlechtic z hraběcího rodu Batthyányů. Působil jako římskokatolický kněz, probošt v Egeru a v letech 1781–1798 jako biskup v Sedmihradsku a zakladatel tamní biskupské knihovny, historik a spisovatel.

## Život
Narodil se v Német-Újváru, dnešním Güssingu na uhersko-rakouských hranicích, který patřil jeho rodu. Jeho otcem byl Emerich Batthyány hrabě z Német-Ujváru (1707-1774), prezident nejvyššího uherského soudu.
Ignác byl vybrán pro dráhu římskokatolického duchovního. Studoval na jezuitské univerzitě v Trnavě a v Pécsi. Poté nastoupil studium v papežském Collegiu Germanicu v Římě, kde stal se také knihovníkem koleje Collegio Apollinare.
Po vysvěcení na kněze byl mj. dómským kanovníkem a proboštem v Jáku. V letech 1780–1798 byl sedmihradským biskupem v Alba Iulia (maďarsky Gyulafehérvár, něm. Weißenburg či Karlsburg), současně byl jmenován c. a k. tajným dvorním radou.
Byl podporoval vědy a umění, založil astronomickou observatoř, biskupskou knihovnu Batthyányum. Přátelil se s ředitelem vídeňské dvorské knihovny Adamem Kollárem, s Gottfriedem Schwarzem, evangelickým teologem a knihovníkem ve Spišské Nové Vsi. Opatřil pro svou knihovnu 40 tisíc knih, mnoho vzácných tisků a část významného karolinského rukopisu Codex Aureus Laureshamensis.
Byl historikem a spisovatelem katolické historické literatury, svá díla vydával většinou pod pseudonymem.
Biskup Ignác hrabě z Batthyány zemřel 17. listopadu 1798 ve svém působišti Gyulafehérváru, dnešním rumunském městě Alba Iulia.

## Dílo (výběr)
- Norma vitae clericalis. Gyulafehérvár, 1780
- Leges ecclesiasticae regni Hungariae. Gyulafehérvár, 1785
- Acta et scripta episcopi Gerardi von Csanád. Gyulafehérvár, 1790